# Нижняя Лобанова
Нижняя Лобанова — деревня в Юрлинском муниципальном округе Коми-Пермяцкого округа Пермского края России.

## История
До 2020 года входила в состав ныне упразднённого Усть-Зулинского сельского поселения Юрлинского района.

## География
Деревня находится в северо-западной части края, в пределах северо-восточной окраины Восточно-Европейской равнины, в районе южно-таёжных пихтово-еловых лесов, на правом берегу реки Лопвы, на расстоянии приблизительно 10 километров (по прямой) к северо-востоку от села Юрла, административного центра района. Абсолютная высота — 166 метров над уровнем моря.
Климат
Климат характеризуется как умеренно континентальный, с продолжительной холодной зимой и умеренно прохладным летом. Средняя многолетняя температура самого холодного месяца (января) составляет −15,7 °С (абсолютный минимум — −48 °С), температура самого тёплого (июля) — +17,6 °С (абсолютный максимум — 37 °С). Продолжительность безморозного периода составляет 110 дней.

## Население
| 2010 |
| ---- |
| 1    |

Половой состав
По данным Всероссийской переписи населения 2010 года в половой структуре населения мужчины составляли 100 %.
Национальный состав
Согласно результатам переписи 2002 года, в национальной структуре населения русские составляли 100 % из 8 чел.